# Sunway TaihuLight
El Sunway TaihuLight (chino: 神威·太湖之光 shénwei táihú zhi guang, en españolː Dios del lago) es un supercomputador que desde el 20 de junio de 2016 y hasta junio de 2018, era calificada como la supercomputadora más rápida del mundo, con un índice de 93 petaflops en el punto de referencia de LINPACK. Esto es casi tres veces más rápido que el titular anterior del registro, el Tianhe-2, el cual corre a 34 petaflops. En junio de 2019 ocupó el tercer lugar en la lista TOP500.
Esta supercomputadora se encuentra en el Centro Nacional de Supercomputación de China en la ciudad de Wuxi, en la provincia de Jiangsu, China. Tiene un consumo energético de 15 MW y su propósito es de prospección de petróleo, ciencias de la vida, el tiempo, el diseño industrial, la investigación de fármacos.

## Arquitectura
El Sunway TaihuLight utiliza un total de 40.960 procesadores RISC SW26010 multinúcleo de 64-bit, el cual es un diseño chino basado en la arquitectura ShenWei. Cada chip de procesador contiene 256 núcleos de procesamiento de propósito general y 4 núcleos auxiliares adicionales para la administración del sistema, para un total de 10.649.600 núcleos de CPU.
Los núcleos presentan 1 kb de memoria scratchpad para datos y 12 kB para instrucciones, y se comunican vía una red en un chip, en vez de tener un caché de jerarquía tradicional similar a las arquitecturas como el microprocesador Cell y Adapteva Epifanía.

## Sistema operativo
El sistema corre en su propio sistema operativo, Raise OS 2.0.5, el cual está basado en Linux. El sistema tiene su propia aplicación personalizada de OpenACC 2.0 para ayudar a la paralelización del código.

## Eficiencia
En comparación con Tianhe-2 que tiene un consumo de energía del sistema de hasta 17,8 megavatios (y hasta 24 megavatios cuando el sistema de refrigeración está funcionando a plena velocidad), el sistema Dios del lago sólo utiliza 15,3 megavatios, el rendimiento por vatio llegó a 6 GFLOPS/Watts.